# Phyllodactylus microphyllus
Phyllodactylus microphyllus este o specie de șopârle din genul Phyllodactylus, familia Gekkonidae, descrisă de Cope 1876. Conform Catalogue of Life specia Phyllodactylus microphyllus nu are subspecii cunoscute.